# فراجة (حديبو)

تعديل مصدري - تعديل

فراجة هي إحدى قرى مديرية حديبو التابعة لمحافظة سقطرى، بلغ تعداد سكانها 19 نسمة حسب تعداد اليمن لعام 2004.